# ای. جی. سیلز
ای. جی. سیلز (انگلیسی: AJ Seals؛ زادهٔ ۹ مارس ۲۰۰۰) بازیکن فوتبال اهل ایالات متحده آمریکا است.
وی همچنین در تیم ملی فوتبال ایالات متحده آمریکا بازی کرده‌است.